# New-York-City-Marathon 2016
Der New-York-City-Marathon 2016 (offiziell: TCS New York City Marathon 2016) war die 46. Ausgabe der jährlich stattfindenden Laufveranstaltung in New York City, Vereinigte Staaten. Der Marathon fand am 6. November 2016 statt. Er war der sechste Lauf der World Marathon Majors 2016/17 und hatte das Etikett Gold der IAAF Road Race Label Events 2016.
Bei den Männern gewann Ghirmay Ghebreslassie in 2:07:51 h, bei den Frauen Mary Jepkosgei Keitany in 2:24:26 h. 

## Ergebnisse

### Männer
| Platz | Athlet                | Land               | Zeit (h) |
| ----- | --------------------- | ------------------ | -------- |
| 01    | Ghirmay Ghebreslassie | Eritrea            | 2:07:51  |
| 02    | Lucas Kimeli Rotich   | Kenia              | 2:08:53  |
| 03    | Abdihakem Abdirahman  | Vereinigte Staaten | 2:11:23  |
| 04    | Hiroyuki Yamamoto     | Japan              | 2:11:49  |
| 05    | Shadrack Biwott       | Vereinigte Staaten | 2:12:01  |
| 06    | Tadesse Yae Dabi      | Äthiopien          | 2:13:06  |
| 07    | Moses Ndiema Kipsiro  | Uganda             | 2:14:18  |
| 08    | Tyler Pennel          | Vereinigte Staaten | 2:15:09  |
| 09    | Ben Payne             | Vereinigte Staaten | 2:15:46  |
| 10    | Patrick Smyth         | Vereinigte Staaten | 2:16:34  |

### Frauen
| Platz | Athletin                  | Land               | Zeit (h) |
| ----- | ------------------------- | ------------------ | -------- |
| 01    | Mary Jepkosgei Keitany    | Kenia              | 2:24:26  |
| 02    | Sally Jepkosgei Kipyego   | Kenia              | 2:28:01  |
| 03    | Molly Huddle              | Vereinigte Staaten | 2:28:13  |
| 04    | Joyce Chepkirui           | Kenia              | 2:29:08  |
| 05    | Diane Nukuri              | Burundi            | 2:33:04  |
| 06    | Aselefech Mergia          | Äthiopien          | 2:33:28  |
| 07    | Lanni Marchant            | Kanada             | 2:33:50  |
| 08    | Neely Gracey              | Vereinigte Staaten | 2:34:12  |
| 09    | Sara Hall                 | Vereinigte Staaten | 2:36:12  |
| 10    | Ayantu Dakebo Hailemaryam | Äthiopien          | 2:37:07  |